# Sans tambour ni trompette (album de Martial Solal)
Pour les articles homonymes, voir Sans tambour ni trompette.
Albums de Martial Solal
On Home Ground
(1969) En solo
(1971)
 Sans tambour ni trompette est un album en trio du pianiste de jazz français Martial Solal, sorti en 1970 sur le label RCA Victor.

## Historique
Le trio de ce disque, plutôt singulier (piano et deux contrebasses), est le fruit du hasard. Le trio avec lequel jouait alors Martial Solal était constitué de Gilbert Rovère (contrebasse) et Charles Bellonzi (batterie). Ce dernier n'étant pas disponible pour le festival de Budapest 1968, et Daniel Humair non plus, Solal a l'idée de jouer sans batterie mais avec une deuxième contrebasse, avec Rovère et Jean-François Jenny-Clark. Les deux musiciens ayant déjà joué avec le pianiste, ils connaissent son répertoire, et jouent des morceaux anciens de Solal.
Le concert est un succès, et donne envie à Solal d'écrire un répertoire spécialement conçu pour ce trio. Ce trio à deux contrebasses (Rovère aux doigts, Jenny-Clark à l'archet) a tourné pendant deux ans avant d'enregistrer ce disque sur lequel on retrouve quatre compositions de Martial Solal, écrites et peaufinées pour ce trio,. Un trio avec Solal, Guy Pedersen et Gilbert Rovère a également joué ce répertoire avant le disque.
Le trio est un échec commercial, autant sur scène qu'en disque, ce qui peut s'expliquer en partie à cause du contexte : l'avènement du free jazz et surtout de la pop amène un désintérêt pour le jazz.
François Raulin et Stéphan Oliva ont enregistré Cher Martial (Accalmie - Unisson - Séquence Tenante) sur leur album Correspondances (2016). Ils rejouent des compositions que l'on peut entendre sur Sans tambour ni trompette.

## À propos de la musique
Franck Bergerot (Jazz Magazine) décrit la désinvolture espiègle et pince sans-rire de ce trio « comme pour excuser la technique pianistique époustouflante et l’ambition formelle de ce concerto pour piano et tandem de contrebasses, le tout dissimulant un sens poétique que les écoutes répétées faisaient sourdre de cette matière tout à la fois aride et pleine de surprises, voire de sourires ».

« […] Les quatre pièces qui constituent le disque en valent bien des dizaines. Enjouées, bondissantes, elles présentent un Solal dans la parfaite maîtrise de sa pratique de compositeur. Les couleurs harmoniques ne cherchent jamais le pathos, préférant explorer des idées avec une cérébralité qui n'est jamais aride puisque toujours ludique, glissant d'une étape à l’autre avec grâce. La dramaturgie s'appuie sur les éclairages changeants des voix dominantes et crée ainsi des effets de contrastes soudains, générateurs de tensions stimulantes. On ne s’ennuie jamais dans cette gymnastique de l’écoute à laquelle on est convié. »

— Nicolas Dourlhès, Citizen Jazz, 2020.
Pour pallier l'absence de batterie, la musique composée par Solal est très rythmique, certains riffs évoquant même Count Basie. On y trouve également des clins d'œils glissés par le pianiste : après l'introduction, la basse d'Unisson évoque Misterioso de Thelonious Monk, et après que le piano a posé la rythmique, on entend une « paraphrase brève et drolatique de Caravan de Duke Ellington ».
Gilbert Rovère et Jean-François Jenny-Clark constituent en quelque sorte un duo au sein du trio : « [Rovère] par son attaque ronde et ferme est une assise solide sur laquelle s'appuyer, ancré dans une position classique et efficace de sideman. Le second, pas toujours mais souvent à l'archet, dévie, joue de dissonances et conduit le trio dans une modernité jazzistique qui emprunte à la musique contemporaine ».

## Réception critique
Martial Solal considère cet album comme son meilleur disque.
Dans Citizen Jazz, Nicolas Dourlhès écrit : « une entente parfaite entre trois musiciens, un ancrage dans une histoire qu'il finit par dépasser, un jeu flamboyant basé sur un swing abstrait et sensible, un équilibre novateur entre écriture et partie libre font de ce disque finalement assez bref (moins de 34 minutes) un chef d’œuvre d’intelligence et d’humour qui défie les années et place définitivement Solal au côté des grands créateurs du XXe siècle ».

## Liste des pistes
Toute la musique est composée par Martial Solal.
| No | Titre            | Durée |
| -- | ---------------- | ----- |
| 1. | Séquence Tenante | 10:10 |
| 2. | Accalmie         | 5:10  |
| 3. | Unisson          | 10:10 |
| 4. | Morceau no 2     | 7:20  |

## Personnel
- Martial Solal : piano
- Gilbert Rovère : contrebasse
- Jean-François Jenny-Clark : contrebasse